# Jaime Prats
Jaime Prats Estrada (Sagua la Grande, 1883. március 29. – Havanna, 1946. január 3.) kubai fuvolaművész, zeneszerző és zenekari igazgató. Klarinéton, hegedűn, nagybőgőn és zongorán is játszott. Hétévesen kezdett zenét tanulni, majd 1893-ban Cienfuegosba ment, ahol folytatta a zenei tanulmányait.
1899-ben Havannában élt, ahol furulyán játszott az Azzali Opera társulatának zenekarában, amellyel az amerikai földrész több országát is bejárta. Visszatérve elfoglalta a Sagua la Grande városi zenekarának igazgatói posztját. 1904-ben végzett a Conservatorio Peyrellade-ben, majd 1906-tól színházi társulatok zenekarait irányította. Velük ismét turnézott Közép-Amerikában. 1913-ban gyógyszerészdoktori diplomát szerzett. 
1922-ben megalapította a Cuban Jazz Bandet Havannában, amely az egyik első ilyen típusú zenekar volt Kubában. A zenekarban – valamennyien kubaiak – volt fia, Rodrigo Prats, aki hegedült, a nagy fuvolaművész/szaxofonos Alberto Socarrás, aki később New Yorkba emigrált, és Pucho Jiménez, aki harsonán játszott. 
Utolsó éveit az Iranzói Konzervatóriumban zenetörténet, illetve a Conservatorio Ramona Sicardóban harmónia és zeneszerzés tanításának szentelte. Ő komponálta az "Ausencia" bolerót és más darabokat.

## Fordítás
Ez a szócikk részben vagy egészben  a   Jaime Prats című angol Wikipédia-szócikk ezen változatának fordításán alapul.  Az eredeti cikk szerkesztőit annak laptörténete sorolja fel. Ez a jelzés csupán a megfogalmazás eredetét és a szerzői jogokat jelzi, nem szolgál a cikkben szereplő információk forrásmegjelöléseként.